# Jules Renard
Jules Renard (22. února 1864 Châlons-du-Maine, Francie – 22. května 1910 Paříž, Francie), celým jménem Pierre-Jules Renard, byl francouzský spisovatel.
Narodil se ve francouzském Mayenne. Roku 1889 patřil k spoluzakladatelům prestižní literární revue Mercure de France. Byl blízkým přítelem Edmonda Rostanda, autora Cyrana. Po vypuknutí Dreyfusovy aféry se Renard postavil na stranu Émila Zoly (který vydal list Žaluji) a patřil k bojovníkům za Dreyfusovu rehabilitaci. Byl pacifistou a antiklerikálem. Jeho nejslavnějším dílem se stal Deník, který byl publikován až posmrtně, roku 1925.

### Próza

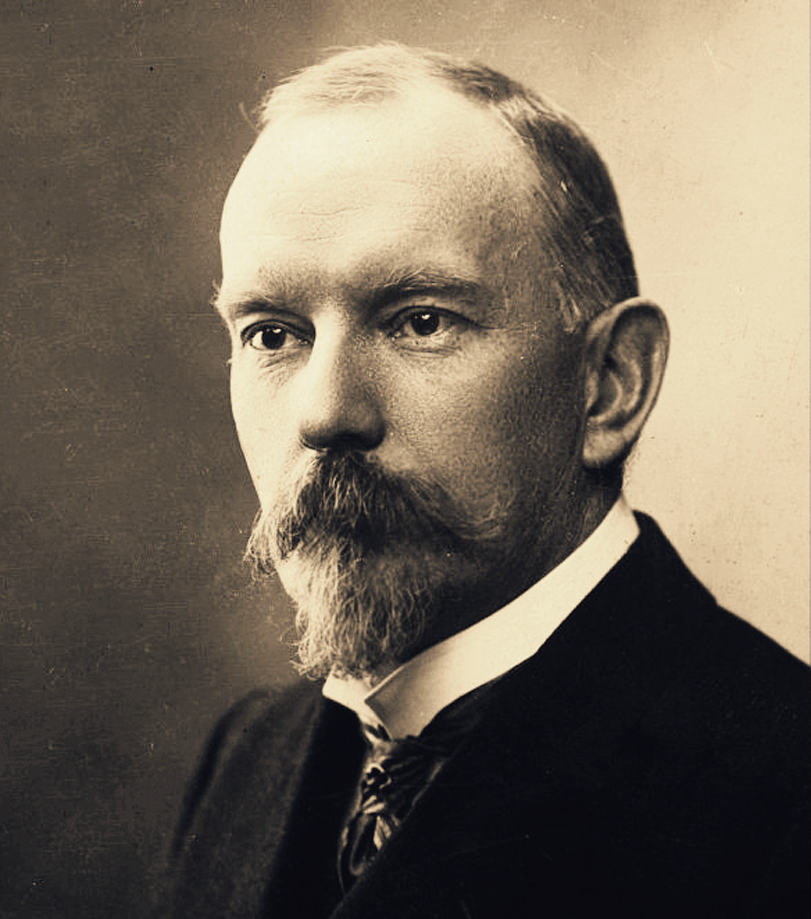
Jules Renard (1900)

- Crime de village (1888)
- Sourires pincés (1890)
- Jules Renard (1900)L'Écornifleur (1892)
- La Lanterne sourde (1893)
- Coquecigrues (1893)
- Deux fables sans morale (1893)
- Le Coureur de filles (1894)
- Histoires naturelles (1894)
- Poil de carotte (1894)
- Le Vigneron dans sa vigne (1894)
- La Maîtresse (1896)
- Bucoliques (1898)
- Les Philippe (1907)
- Patrie (1907)
- Mots d'écrit (1908)
- Ragotte (1909)
- Nos frères farouches (1909)
- Causeries (1910)
- L'Œil clair (1913)
- Les Cloportes (1919)

### Divadelní hry
- Le Plaisir de rompre (1897)
- Le Pain de ménage (1898)
- Poil de Carotte (1900)
- Monsieur Vernet (1903)
- La Bigote (1909)
- Huit jours à la campagne (1912)
- Le Cousin de Rose